# Курутія світлоголова

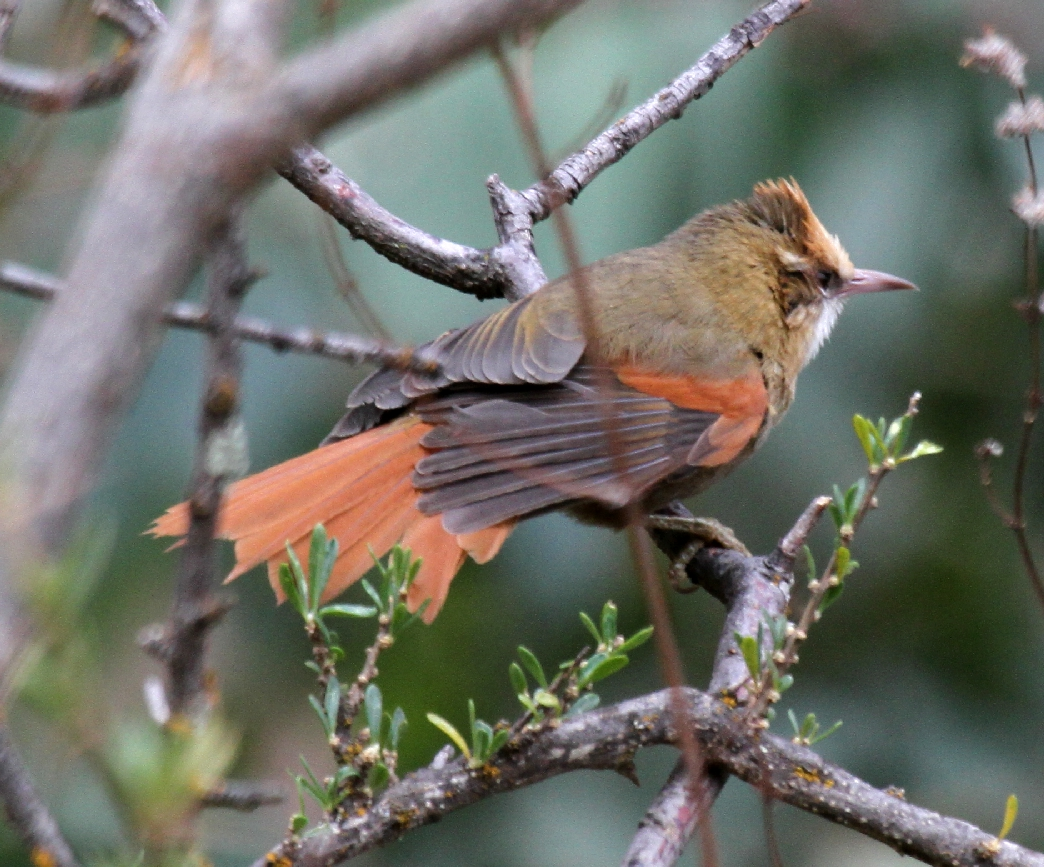
Світлоголова курутія

Куру́тія світлоголова (Cranioleuca albicapilla) — вид горобцеподібних птахів родини горнерових (Furnariidae). Ендемік Перу.

## Підвиди
Виділяють два підвиди:
- C. a. albicapilla (Cabanis, 1873) — Анди в центральному Перу (від Хуніна і Уанкавеліки до Аякучо і Апурімаку);
- C. a. albigula Zimmer, JT, 1924 — Анди на півдні Перу (Куско).

## Поширення і екологія
Світлоголові курутії живуть у високогірних чагарникових заростях і гірських тропічних лісах Polylepis, на полях і пасовищах. Зустрічаються на висоті від 2400 до 3800 м над рівнем моря.